# Libre (Orbieu)
Der Libre ist ein kleiner Fluss in Frankreich, der im Département Aude in der Region Okzitanien verläuft. Er entspringt im südwestlichen Gemeindegebiet von Palairac, an der Nordflanke des Berges Pech Igut (564 m), entwässert generell Richtung Nordnordwest durch den Regionalen Naturpark Corbières-Fenouillèdes und mündet nach rund 15 Kilometern im Gemeindegebiet von Saint-Martin-des-Puits als rechter Nebenfluss in den Orbieu.

## Orte am Fluss
(Reihenfolge in Fließrichtung)
- Métairie de Couise, Gemeinde Palairac
- L’Adoux, Gemeinde Davejean
- Bergerie de Taillan, Gemeinde Davejean
- Currier, Gemeinde Félines-Termenès
- Félines-Termenès
- Creuille, Gemeinde Termes